# Aeropuerto de Lappeenranta
El Aeropuerto de Lappeenranta (en finés: Lappeenrannan lentoasema) (IATA: LPP, OACI: EFLP) es un aeropuerto civil, situado en el municipio de Lappeenranta, Finlandia.

## Aerolíneas y destinos

### Destinos internacionales
| Ciudades por países | Nombre del aeropuerto               | Aerolíneas | Aeronaves | Frecuencias semanales |        |
| Europa              | Europa                              | Europa     | Europa    | Europa                | Europa |
| ------------------- | ----------------------------------- | ---------- | --------- | --------------------- | ------ |
| Italia              |                                     |            |           |                       |        |
| Bérgamo             | Aeropuerto de Bérgamo-Orio al Serio | Ryanair    | B737      |                       |        |

## Estadísticas
| Año  | Pasajeros nacionales | Pasajeros internacionales | Pasajeros totales | Variación |
| ---- | -------------------- | ------------------------- | ----------------- | --------- |
| 2005 | 46 536               | 3112                      | 49 648            | +1.7 %    |
| 2006 | 40 779               | 8724                      | 49 503            | −0.3 %    |
| 2007 | 18 948               | 4036                      | 22 984            | −53.6 %   |
| 2008 | 19 056               | 4283                      | 23 339            | +1.5 %    |
| 2009 | 8265                 | 5798                      | 14 063            | −39.7 %   |
| 2010 | 4190                 | 56 910                    | 61 100            | +324.7 %  |
| 2011 | 310                  | 115 957                   | 116 267           | +90.3 %   |